# Laubenstein
Der Laubenstein ist ein Berg in den Bayerischen Alpen. Er ist 1350 m ü. NHN hoch und geografisch den Chiemgauer Alpen zuzuordnen.

## Lage
Der Berg liegt im Nordwesten der Chiemgauer Alpen auf dem Gebiet der Gemeinde Aschau im Chiemgau im Landkreis Rosenheim etwa 4,5 Kilometer südlich von Frasdorf und etwa 2,7 Kilometer südwestlich des Aschauer Ortsteils Hohenaschau. Südwestlich des Gipfels liegt die Laubensteinalm auf einer Höhe von 1300 m ü. NHN.
Der nächstgelegene Berg, der höher ist als der Laubenstein, ist das etwa 400 Meter südöstlich gelegene Zellerhorn mit einer Höhe von 1397 m ü. NHN.

## Beschreibung
Der Laubenstein ist eine Kuppe mit einem flachen, grasbewachsenen Gipfel. Die Flanken des Berges sind bewaldet. Der Berg hat einen 1350 m ü. NHN hohen Hauptgipfel und einen etwa 400 Meter südwestlich davon liegenden Nebengipfel mit einer Höhe von 1342 m ü. NHN. Der Bergsattel dazwischen liegt auf 1321 m ü. NHN. Das Gipfelkreuz steht etwa 50 Meter östlich des höchsten Punktes, um von unten besser sichtbar zu sein.
Der Laubenstein ist Teil eines Karstgebiets mit mehreren Höhlen. An seiner Westflanke liegt die Schlüssellochhöhle.

## Aufstieg
Ein Aufstieg führt von Frasdorf aus durch das Tal der Ebnater Achen über die Frasdorfer Hütte auf den Laubenstein.
Ein weiterer Aufstieg führt von Hohenaschau aus über die Hofalm auf den Laubenstein.